# Citroën C-Métisse
Der Citroën C-Métisse ist ein Konzeptfahrzeug, das Citroën 2006 auf dem Pariser Autosalon der Öffentlichkeit präsentierte. Das Shooting Brake verfügte über 4 Flügeltüren, wobei die hinteren als Selbstmördertüren angeschlagen waren. Als Antrieb wurde ein Dieselmotor-Hybridantrieb verbaut. Bei diesem wurde die 153-kW-Leistung eines 3,0-Liter-V6-HDI-FAP-Common-Rail-Einspritzung-Dieselmotors mittels 6-Stufen-Automatikgetriebe an die Vorderräder abgegeben, während die Hinterräder mit zwei Radnaben-Elektromotoren mit je 15 kW Leistung als Unterstützung variabel zugeschaltet wurden. Laut offiziellen Angaben lag der Kraftstoffverbrauch bei 6,5 Litern Diesel kombiniert und 174 g/km CO2-Ausstoß bei einer Leistung von 0 bis 100 km/h in 6,2 Sekunden und bis 1000 Metern bei stehendem Start in 25,4 Sekunden.
Die Citroën-typische Hydropneumatik sowie die damals noch nicht übliche Ausstattung mit LED-Scheinwerfer wie auch Kurvenlichttechnik war ebenfalls verbaut. Mit dem C-Métisse – Métisse bedeutet Halbblut – wollte Citroën die Machbarkeit eines Oberklassewagens mit der Sportlichkeit eines Coupés und somit Leidenschaft und Vernunft kombinieren.

## Weblinks

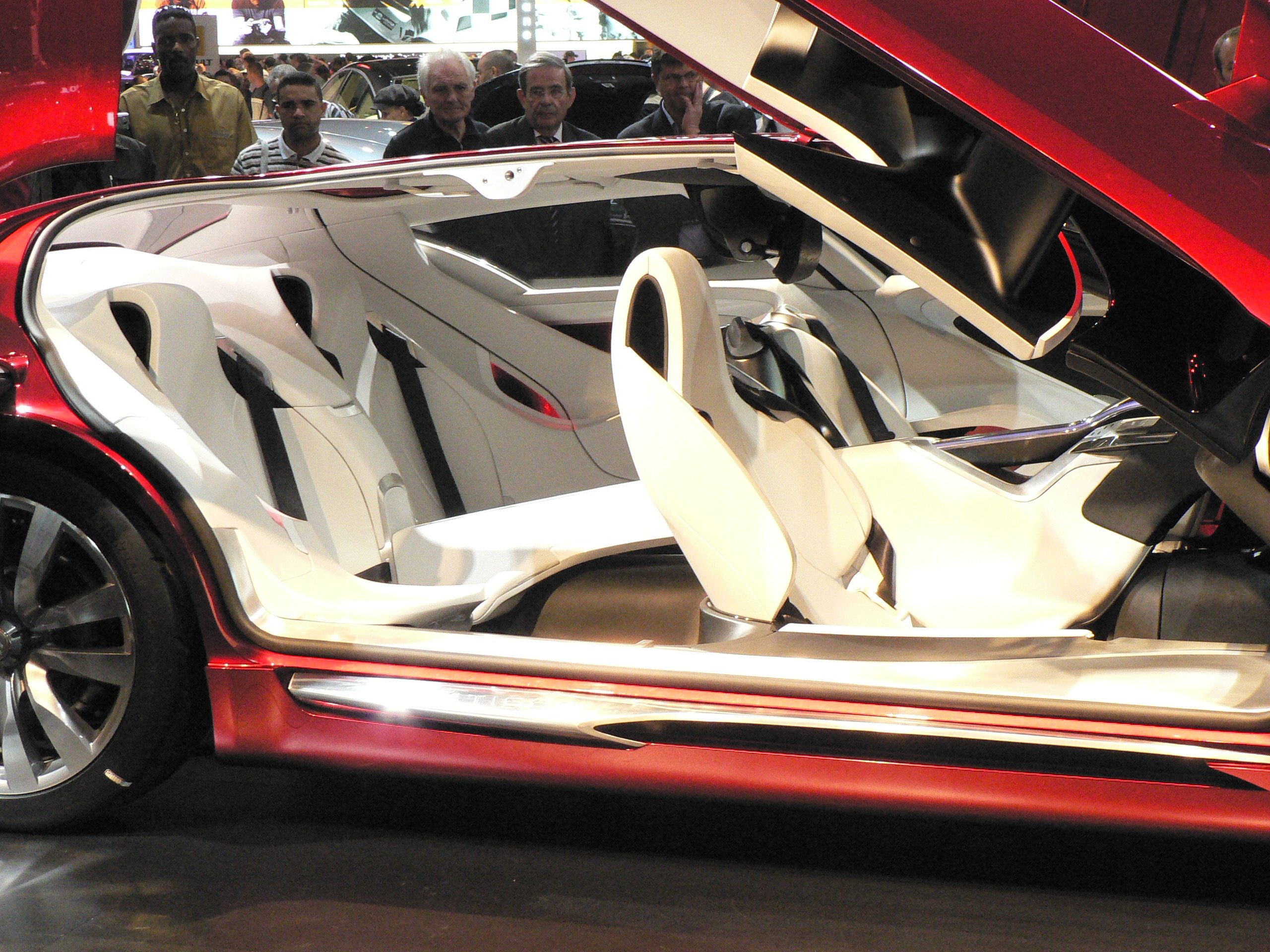
Seitenansicht